# Rhyssemus tsihombensis
Rhyssemus tsihombensis är en skalbaggsart som beskrevs av Riccardo Pittino 1990. Rhyssemus tsihombensis ingår i släktet Rhyssemus och familjen Aphodiidae. Inga underarter finns listade i Catalogue of Life.